# アベル・キヴィアット
アベル・リチャード・キヴィアット (Abel Richard Kiviat、1892年6月23日- 1991年8月24日)は、アメリカ合衆国ニューヨーク出身の陸上競技選手。1912年ストックホルムオリンピックの金メダリストである。

## 経歴
キヴィアットは、第一次世界大戦前を代表する中距離ランナーであった。一時期、室内の600ヤード(550m)、1000ヤード(910m)、1マイル(1610m)の3種目の世界記録を同時に保有しており、これは、史上彼一人しか達成していない記録である。
キヴィアットは、ストックホルムオリンピックの1500mの出場選手を決める選考会の1マイル走で、1500mを3分55秒8ので通過し、世界新記録を達成。1マイルでも4分15秒6の世界新記録をマークした。
オリンピックの決勝では、同じアメリカのノーマン・テーバーとともに先頭争いを行う展開となる。最後の直線、テーバーがキヴィアットを抜こうとするが、イギリスのアーノルド・ジャクソンが2人を追い抜いてゆきジャクソンが金メダル。キヴィアットとテーバーは写真判定の末、キヴィアットは銀メダルを獲得した。
キヴィアットは第一次世界大戦では西部戦線に従軍。除隊後は1925年まで競技を続けた。